# Xacbert de Barbaira

Wappen von Xacbert de Barbaira

Xacbert de Barbaira (auch Chabert de Barbeira, * um 1185; † um 1275) war ein okzitanischer Ritter und Faydit im 13. Jahrhundert. Er trug den Beinamen „Lion de Combat“ ('Kampfeslöwe').

## Biographie

### Herkunft
Xacbert wurde um das Jahr 1185 im Château de l’Alaric, am Fuße des gleichnamigen Berges (unter dem der Legende nach die Gebeine des Gotenkönigs Alarich II. ruhen) in der Nähe von Carcassonne, als Sohn des Guillem Xacbert de Barbaira und der Dame Cavanac in eine katharische Adelssippe hinein geboren. Seine Brüder waren Ramon Ermengaud und Arnaud Guillem, eine Schwester hieß Combors. Über Xacberts Kindheit und Jugend ist nichts bekannt.

### Albigenserkreuzzug
Gleich zu Beginn des Albigenserkreuzzuges (1209–1229) wurde Alaric von den Kreuzfahrern eingenommen. Xacbert gelang es zwar die Burg zurückzuerobern, er musste sie jedoch im selben Jahr wieder aufgeben. Fast ein Jahr später, im Januar 1210, überfiel und besetzte er die Burg Montlaur, verlor sie jedoch schon zu Ostern wieder an die Kreuzfahrer. Xacbert war gezwungen, in den Untergrund zu gehen und kämpfte als Faydit in den Diensten des Grafen von Toulouse, Raimund VI., gegen die Eroberer unter Simon IV. de Montfort. Er nahm 1218/19 an der Schlacht von Baziège und der Verteidigung von Toulouse gegen die Kreuzfahrer teil, bei der Montfort fiel.

### Roussillon und Mallorca
In den darauf folgenden Jahren stellte sich Barbaira in den Dienst des Grafen Nuno Sanchez von Roussillon. Er wurde 1223 dessen Kommandant der Garnison von Perpignan, die er gegen den Aufständischen Guilhem de Moncarda verteidigte. Am Hofe Nuno Sanchez’ machte Xacbert unter anderem die Bekanntschaft von Olivier de Termes und von Raimund Trencavel, ebenfalls zwei Faydits aus dem Languedoc. Im Gefolge des Nuno Sanchez nahm er an der Eroberung Mallorcas (1229/32) durch den König Jakob von Aragón teil, wo er sich durch seine Erfahrung und seinen Mut auszeichnete. Er ritt an der Seite des Königs gegen die Sarazenen in der siegreichen Schlacht bei Portopí (13. September 1229) und tat sich während der Belagerung der Ciutat de Mallorca als Baumeister von Belagerungsmaschinen hervor. Barbaira wurde mit Land im Roussillon und im Fenouillèdes (Puilaurens) beschenkt und heiratete 1233 Sybille de Parcols. Aus dieser Ehe gingen die Tochter Xacberta und der Sohn Guillem Bernard hervor.

### Aufstände im Languedoc
1240 schloss sich Barbaira zusammen mit Termes dem Aufstand Trencavels an. Dieser wollte Carcassonne, sein väterliches Erbe, zurückerobern. Auf ihren Zug nach Carcassonne, beginnend in Corbières, nahmen sie die Festungen Aguilar und Montreal. Die Abtei Montolieu wurde zerstört. Am 9. September begann schließlich die Belagerung Carcassonnes, die am 12. Oktober erfolglos abgebrochen werden musste. Zwei Jahre später unterstützte Barbaira den Aufstand des Raimund VII. von Toulouse, der ebenfalls sein Erbe zurückerobern wollte. Noch bevor es jedoch zum Kampf kam, unterwarf sich Raimund der königlichen Autorität. Barbaira ging ins Roussillon zurück. Als Anhänger der Katharerlehre wurde er exkommuniziert; er beantwortete dies in den nächsten Jahren mit dem Plündern von Kirchengütern.

### Letzter Kampf und Ende
Dank des Einflusses und der Vermittlung des Ramon de Penyafort wurde die Aufhebung der Exkommunikation Barbairas beim Papst erreicht. Dies ermöglichte ihm eine Aussöhnung mit der Kirche im Jahre 1247, auch wenn er sich weiterhin gegen Frankreich stellte. Sein ehemaliger Kampfgefährte Oliver de Termes hatte sich jedoch im selben Jahr dem französischen König unterworfen und nahm nach seiner Rückkehr aus dem Heiligen Land eine aktive Rolle bei der Etablierung der französischen Herrschaft im Languedoc ein. Damit wurde er zu Barbairas Todfeind. Diese Feindschaft mündete 1255 in der Belagerung von Quéribus, das seit 1242 von Barbaira kommandiert wurde und seit dem Fall des Montségur elf Jahre zuvor als letzte Hochburg der Katharer galt. Barbaira musste die Burg letzten Endes aufgeben und ging in Gefangenschaft, in der er aber nicht lange blieb. Nachdem im Vertrag von Corbeil die Zugehörigkeit des Fenouillèdes zu Frankreich bestimmt wurde, ging Barbaira zurück ins Roussillon. Dort ging er mit Esclarmonde de Conat eine zweite Ehe ein (Kinder: Elissende und Xacbert). Das letzte Mal findet Barbaira 1275 Erwähnung, als er am 4. Oktober an der Hochzeit des zukünftigen Königs von Mallorca, Jakob II., mit Esclarmonde von Foix teilnahm. Danach verliert sich seine Spur.